# Baronia (domini)
Una baronia és un tipus de jurisdicció feudal posseïda per un baró, el qual hi exercia funcions jurisdiccionals, absolutes en algunes regions europees i mitigades en altres. Als Països Catalans, des del s XIII, la Baronia és una designació genèrica (equivalent aviat a senyoria o dominicatura) de tot territori que no pertanyia al rei, dit terra de barons.

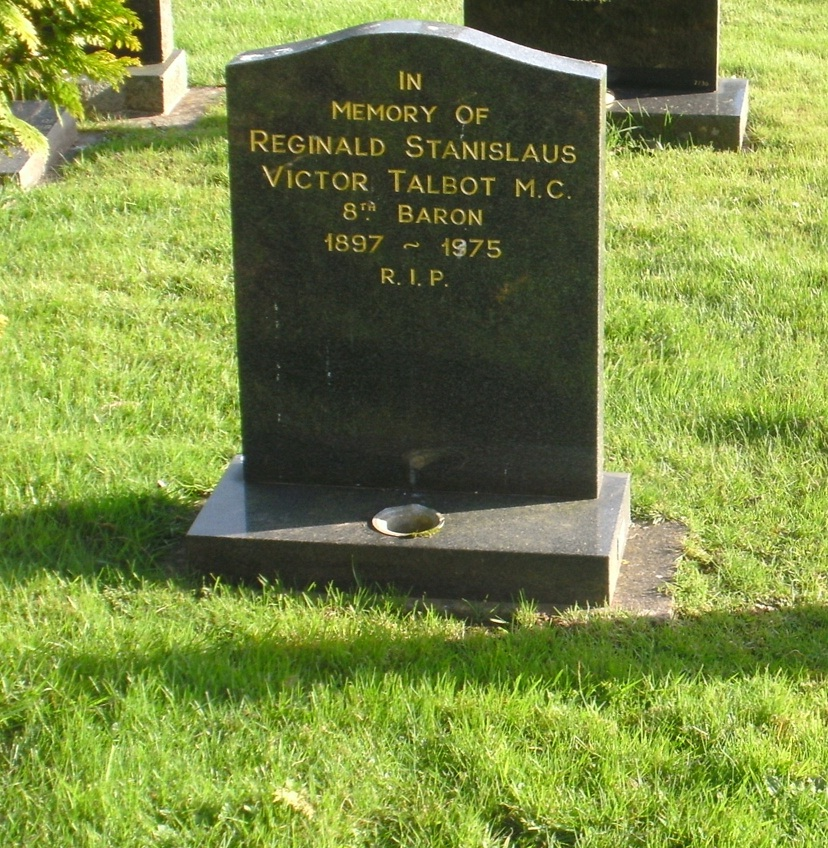
Gravat en la tomba del vuitè Baró Talbot de Malahide.

El feu o territori regit com a baronia tenia un títol que donava dret únicament a una persona a exercir-lo.
Originalment el terme "baró" era designat (a partir del segle x) a tots els senyors que ostentaven els seus feus a un rei o grans prínceps feudals com el duc de Normandia a França, el duc de York a Anglaterra o el comte de Flandes (França, Bèlgica). D'aquí l'expressió encara utilitzada de “grans barons” per designar polítics influents o responsables polítics d'alt rang.
Usat sempre en plural, abans del segle xiv, no hi havia cap «baró» en concret amb aquest títol. Hom preferia utilitzar els títols de «senyor de…» (traduït pel llatí dominus). En el femení, es deia "dama de ..." (domina) per designar la titular d'una baronia. Les sires i dames de Borbó posseïen una important baronia que el 1317 es convertí en ducat de Borbó.